# Ибэна
Ибэна (рум. Ibăna), Мынзэцелу — река, правый приток реки Симила в Румынии. Её длина составляет 21 км, а площадь бассейна — 51 км².
Начинается в буковом лесу Соч юго-западнее села Морэрени. Течёт в общем юго-юго-восточном направлении через Мынзаци, Ибэнешти, Пуцу-Оларулуй, Сусени. Впадает в Симилу в районе Бэкани.
Основной приток — ручей в логе Соч — впадает справа.